# Bill Keating
William Lawrence Keating (ur. 22 listopada 1944 w Chicago, zm. 1 stycznia 2015) – amerykański futbolista i prawnik.

## Uniwersytet Michigan
W czasie studiów w latach 1963-1965 grał na pozycji guarda w Michigan Wolverines. Pomógł drużynie zwyciężyć w Rose Bowl 1965.

## Zawodnik profesjonalny
W latach 1966–1967 występował jako guard w Denver Broncos i w 1967 Miami Dolphins. Wystąpił w 22 meczach AFL i NFL. W listopadzie 1967 zakończył karierę sportową.

## Lata późniejsze
Po zakończeniu kariery podjął się studiów prawniczych na Uniwersytecie Denver, gdzie w 1971 obronił pracę magisterką. Specjalizował się w prawie karnym. Członek Międzynarodowej Akademii Prawników i Amerykańskiej Akademii Prawników. W latach 1991–1992 prezes Stowarzyszenia Prawników Colorado.